# Andrew Leith Adams
Andrew Leith Adams (Bellfield, Banchory, Aberdeenshire, Escócia, 21 de março de 1827 – Queenstown, atual Cobh, Condado de Cork, Irlanda, 29 de julho de 1882) foi um médico, naturalista e geólogo. Era pai do escritor Francis Adams.

## Vida e carreira
Adams era o segundo filho de Francis Adams (1796-1861), cirurgião. Estudou Medicina e se alistou como médico do Exército em 1848, servindo no 22º Regimento de Infantaria na Índia. Entre 1849 e 1854 serviu em Dagshai, Rawalpindi e Peshawar. Serviu também na Caxemira, Egito, Malta (1861-1868), Gibraltar e Canadá. Casou com Bertha Jane Grundy em 26 de outubro de 1859, que mais tarde tornou-se uma famosa escritora.
Passou seu tempo livre a estudar História natural desses países. Foi um dos primeiros a estudar o interior de Ladakh e escreveu sobre isto em "Os pássaros da Caxemira e Ladakh". O curió-laranja (Pyrrhula aurantiaca) foi descoberto por ele, assim como também o primeiro local de reprodução das gaivotas-de-cabeça-marrom (Larus brunnicephalus) nos lagos do planalto do Tibete.
Depois de aposentar-se no exército em 1873, Adams foi professor de História natural no Trinity College, Dublin e no College Queen's, Cork. Foi eleito membro da Sociedade de Geografia em 1870, membro da Sociedade Real de Edimburgo em 1872. Morreu de hemorragia pulmonar em 29 de julho de 1883 em Rushbrook Villa (Cork).
Publicou Andanças de um naturalista na Índia, nos Himalaias ocidentais e Caxemira (1867) e Notas de um naturalista no Vale do Nilo e Malta (1871).
É homenageado no nome do pardal-de-asas-negras (Montifringilla adamsi) e no gênero do arganaz gigante do Pleistoceno de Malta e da Sicília Leithia melitensis e Leithia cartei. Em 1868 Leith Adams descreveu a forma muito grande de um arganaz gigante da caverna de Maqhlaq como Myoxus melitensis e a forma menor como Myoxus cartei. Mais tarde, Richard Lydekker atribuiu as duas espécies a um novo gênero, chamado Leithia em homenagem a Leith Adams em 1895.

## Publicações
- Adams, A.L. (1859). «Notes on the habits, haunts, etc. of some of the birds of India». Proc. Zool. Soc. London. 26: 466–512
- Adams, A.L. (1859). «The birds of Cashmere and Ladakh». Proc. Zool. Soc. London. 27: 169–190
- Adams, A.L. (1863). «Observations on the Fossiliferous caves of Malta». Journal of the Royal Society. 4 (2): 11–19 2 folhas, julho de 1862 - janeiro de 1863.
- Adams, A.L. (1868). «On a species of dormouse (Myoxus) occurring in the fossil state in Malta». Transactions of the Zoological Society of London. 6 (5): 307–308
- Adams, A.L. (1870). Notes of a naturalist in the Nile Valley and Malta. 195pp. Edimburgo (Edmonton e Douglas).
- Adams, A.L. (1874). «On the dentition and osteology of the Maltese fossil elephant, being a description of the remains discovered by the author in Malta between the years 1860 and 1866». Transactions of the Zoological Society of London. 9 (1): 1–124 folhas I-XXII.
- Adams, A.L. (1874). Concluding Report on the Maltese Fossil Elephants. Report of the British Association for 1873, 185-187.
- Adams, A. L. (1875). «On a fossil saurian vertebra, Arctosaurus osborni from the Arctic region». Proceedings of the Royal Irish Academy. 2: 177–179

## Outras fontes
- Anon (19 de agosto de 1882) Obituário: Andrew Leith Adams, M.B., F.R.S. The British Medical Journal 2(1129):338